# Zamek Eyrichshof
Zamek Eyrichshof (niem. Schloss Eyrichshof) – zabytkowy zamek na północ od Ebern (Bawaria).
Pierwsza wzmianka o  zamku pochodzi z 1200. Na przestrzeni wieków posiadłość była wielokrotnie modernizowana i rozbudowywana. Na przykład w 1686 wzniesiono kościół zamkowy św. Bartłomieja; w 1690 oranżerię, a w 1735 imponujące skrzydło północne. Dziedziniec zamkowy zamknięty jest od południa oranżerią, a od wschodu kościołem zamkowym. Wejście do kościoła prowadzi przez ozdobny portal z kartuszem zawierającymi herby von: Hansa Georga von Rottenhana (1623-1684) i Elisabethy von Erffa oraz z tablicą erekcyjną w kształcie medalionu z tekstem w j. niem. :

Christo Iesu unserm fürsprecher bei dem Vater zu ehren hat dies Bethaus allwo Gott der demütigen gebet gnædiglich erhören wolle Elisabetha Sophia Wittib von Rotenhan geborne von Erffa erbauet und eingeweihet am bestsonntag MDCLXXXVI

W kościele na sklepieniu również kartusz z rokiem 1686 i z herbami Hansa Georga von Rottenhana i jego inicjałami H G V R oraz Elisabeth Sophii von Rotenhan Gräfin von Erffa  i jej inicjałami E S V R G V E W.

## Galeria

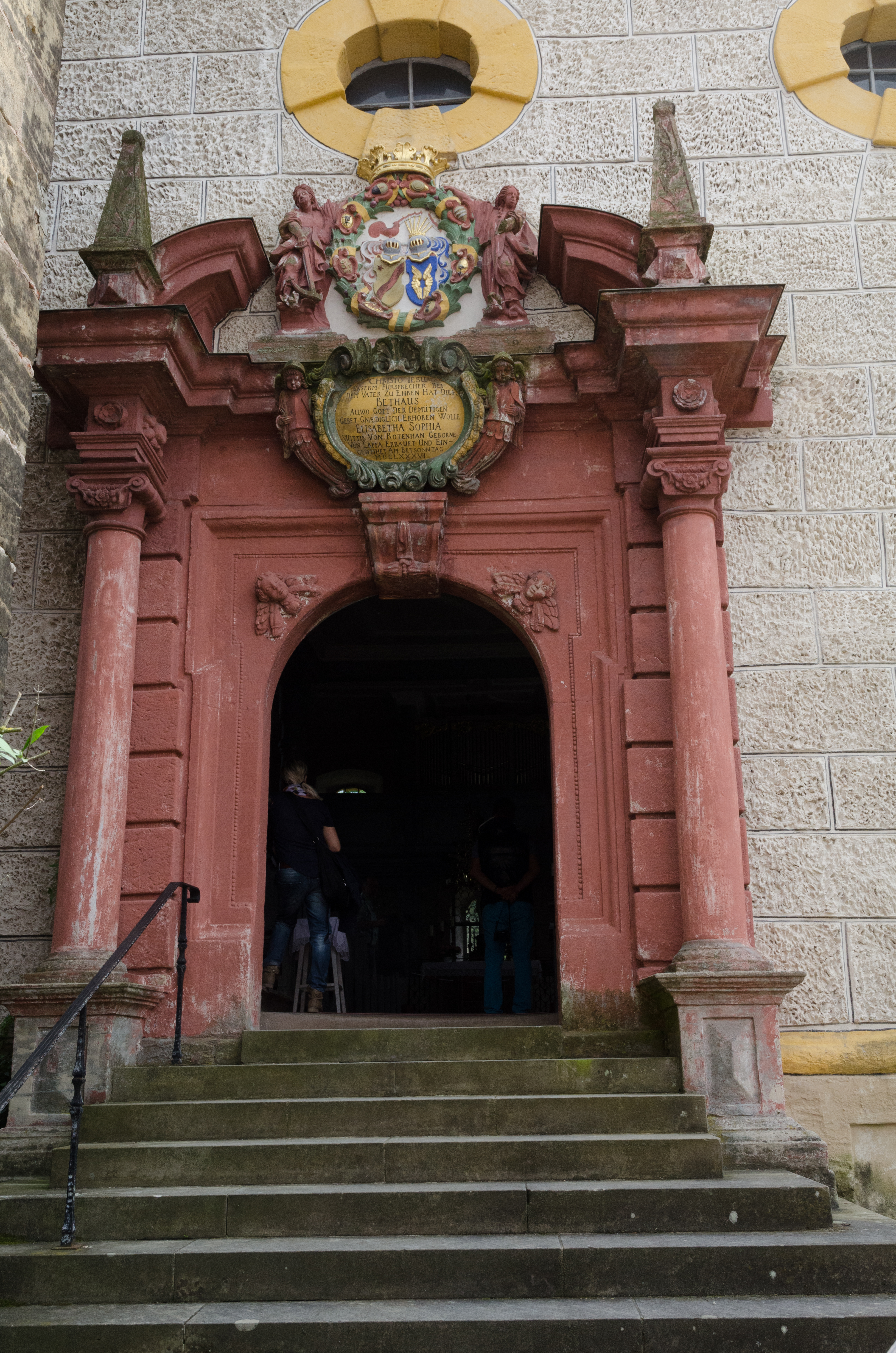
Portal z herbami. Kościół zamkowy
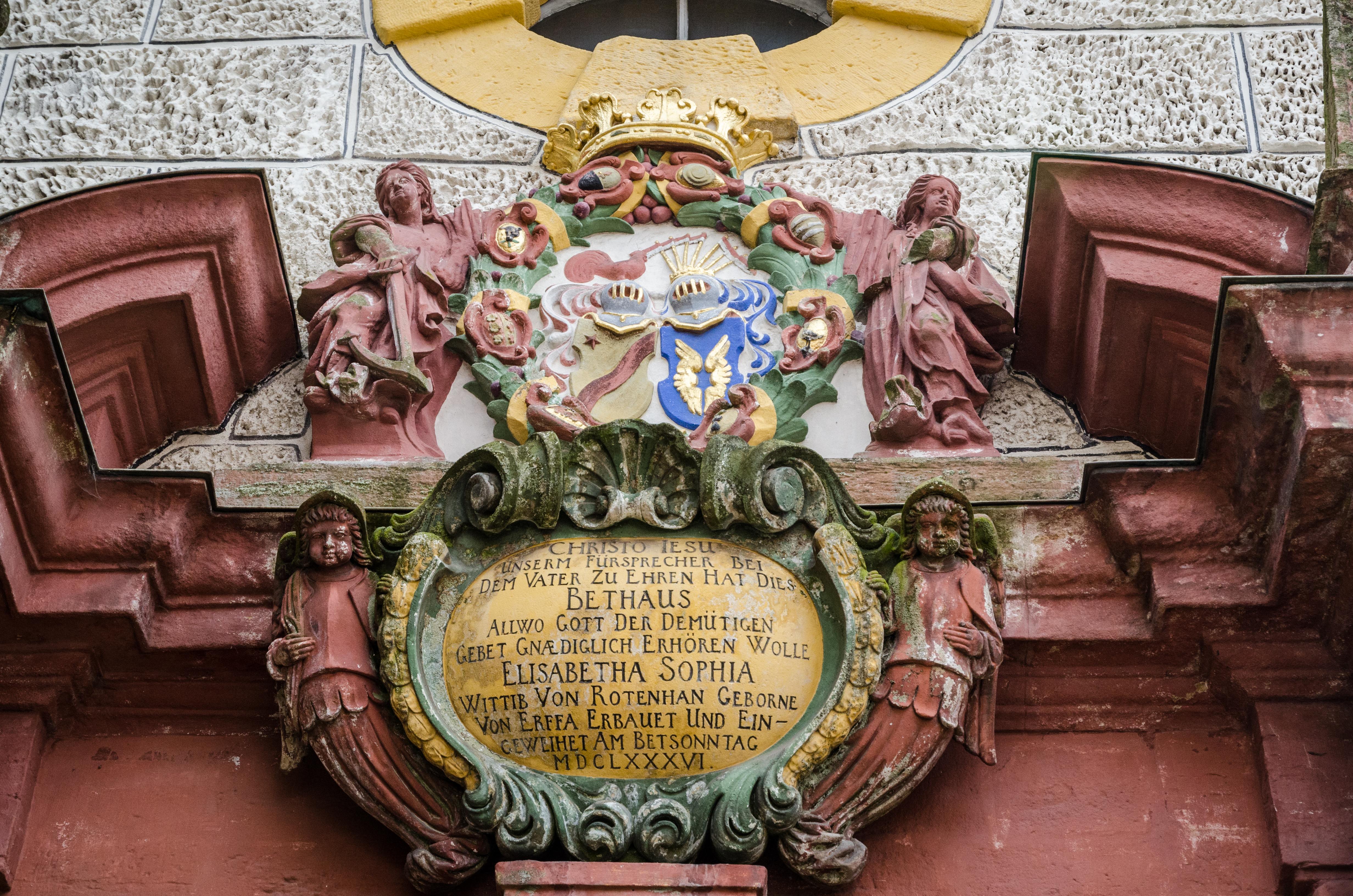
Herby von Rottenhan, von Erffa
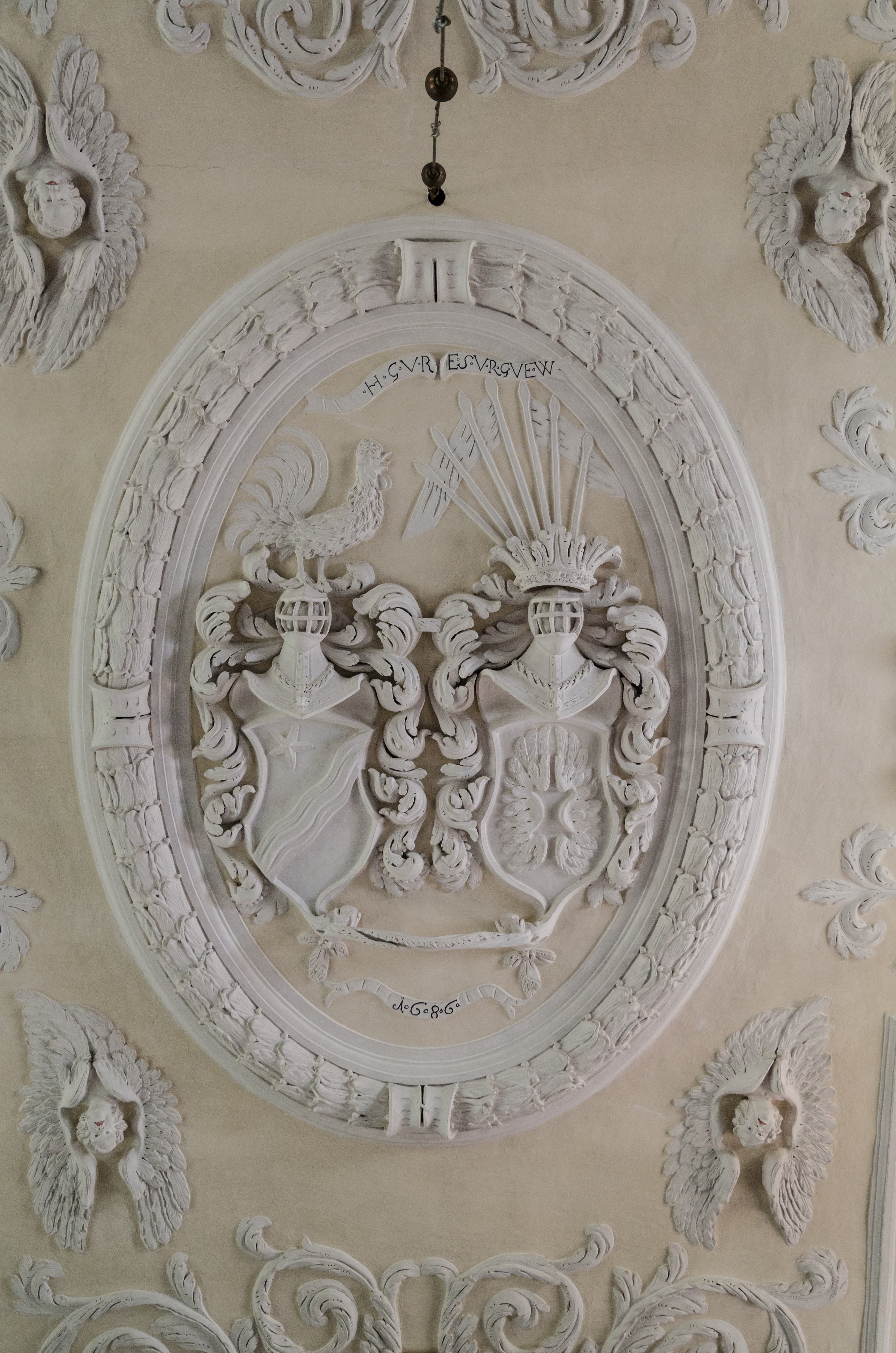
Herb von Rottenhan i Erffa, rok 1686
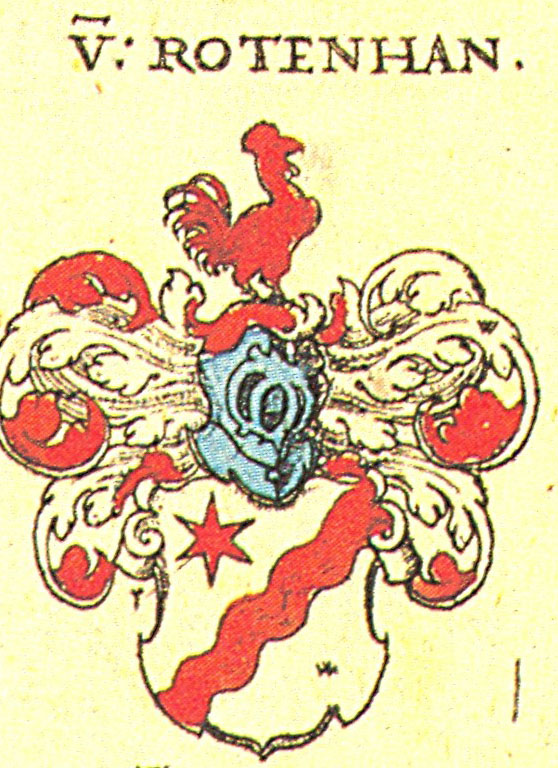
Herb von Rottenhan
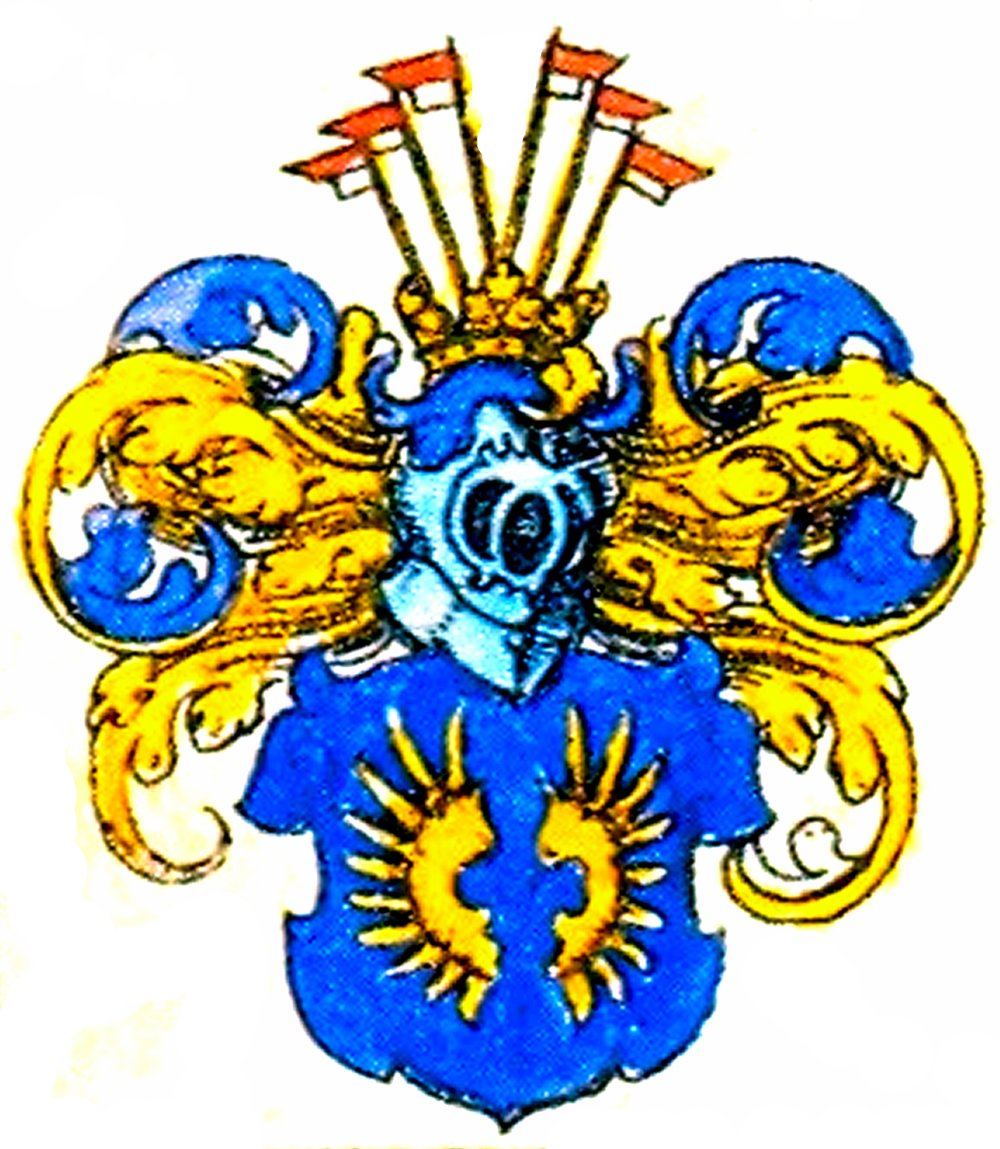
Herb von Erffa